# Lijst van oorlogsmonumenten in Amersfoort
De Nederlandse gemeente Amersfoort heeft 32 oorlogsmonumenten. Hieronder een overzicht.
| Nr.                             | Object | Herdachte groep                                                                                  | Ontwerper                                                   | Onthulling        | Type               | Locatie                                                | Plaats     | Coördinaten                   | Foto                                                                   |
| ------------------------------- | --- | ------------------------------------------------------------------------------------------------ | ----------------------------------------------------------- | ----------------- | ------------------ | ------------------------------------------------------ | ---------- | ----------------------------- | ---------------------------------------------------------------------- |
| 272                             | Gedenkplaat op station Amersfoort Centraal | Meer dan 10.000 weggevoerde Nederlandse militairen in Duitse krijgsgevangenschap                 |                                                             |                   | plaquette          | Stationsplein 41, perron van de sporen 4 en 5, 3811 LE | Amersfoort | 52° 9' 14" NB, 5° 22' 45" OL  | Meer afbeeldingen                                                      |
| 1672                            | Monument voor Canadese Militairen | geallieerde militairen                                                                           |                                                             | 7 mei 1995        | plaquette          | Westsingel 43, 3811 BB                                 | Amersfoort | 52° 9' 24" NB, 5° 23' 8" OL   | Monument voor Canadese Militairen                                      |
| 1675                            | De Grote Vier | overig                                                                                           | Carel Visser                                                |                   | beeld/sculptuur    | Zonnehof 8, 3811 ND                                    | Amersfoort | 52° 9' 6" NB, 5° 23' 3" OL    | De Grote Vier                                                          |
| 1676                            | Monument in de Onze Lieve Vrouwentoren | overig                                                                                           |                                                             | 5 mei 1954        | gedenksteen        | Krankeledenstraat 22, 3811 BN                          | Amersfoort | 52° 9' 19" NB, 5° 23' 14" OL  | Monument in de Onze Lieve Vrouwentoren                                 |
| 1679                            | Monument voor Dirk Davelaar | burgerslachtoffers                                                                               | Architectenbureau M.J.A. van Geel                           |                   | kruis              | Lageweg 9, 3815 VC                                     | Amersfoort | 52° 9' 39" NB, 5° 24' 27" OL  | Monument voor Dirk Davelaar                                            |
| 1680                            | Monument 'Rustenburg' | verzet Nederland                                                                                 |                                                             | 4 mei 1980        | zuil               | Van Randwijcklaan, 3814                                | Amersfoort | 52° 9' 59" NB, 5° 24' 59" OL  | Meer afbeeldingen                                                      |
| 1681                            | Monument aan de Barchman Wuytierslaan | burgerslachtoffers, verzet Nederland                                                             | Ir. D. Zuiderhoek                                           | 4 mei 1946        | plaquette          | Barchman Wuytierslaan 40-42, 3818 LG                   | Amersfoort | 52° 9' 10" NB, 5° 22' 8" OL   | Monument aan de Barchman Wuytierslaan                                  |
| 1682                            | Gedenkplaat in het Stedelijk Gymnasium | burgerslachtoffers                                                                               | Dienst Gemeentewerken                                       | 11 december 1946  | plaquette          | Groen van Prinstererlaan, 3818 JN                      | Amersfoort | 52° 9' 3" NB, 5° 21' 54" OL   | Gedenkplaat in het Stedelijk Gymnasium                                 |
| 1683                            | Monument aan de Appelweg | verzet Nederland                                                                                 | Ir. D. Zuiderhoek                                           | 4 mei 1946        | plaquette          | Appelweg, 3818 NN                                      | Amersfoort | 52° 8' 57" NB, 5° 22' 42" OL  | Meer afbeeldingen                                                      |
| 1684                            | Gedenkplaat bij sportvereniging 'Quick' | burgerslachtoffers                                                                               |                                                             | 1 oktober 1950    | plaquette          | Dorresteinseweg 2, 3817 GC                             | Amersfoort | 52° 8' 24" NB, 5° 23' 57" OL  | Gedenkplaat bij sportvereniging 'Quick'                                |
| 1685                            | Monument Nijenrode | verzet Nederland                                                                                 |                                                             |                   | kruis              | Nijenrode, 3813 NV                                     | Amersfoort | 52° 10' 35" NB, 5° 22' 46" OL | Meer afbeeldingen                                                      |
| 1687                            | Monument voor Omgekomen Personeel van Erdal | burgerslachtoffers                                                                               |                                                             |                   | plaquette          | Brabantsestraat 17, 3812 PJ                            | Amersfoort | 52° 9' 38" NB, 5° 22' 41" OL  | Monument voor Omgekomen Personeel van Erdal                            |
| 1688                            | Gedenknaald Hoogland | burgerslachtoffers                                                                               |                                                             | 4 mei 1946        | zuil               | Hamseweg, 3828 AA                                      | Hoogland   | 52° 10' 32" NB, 5° 22' 34" OL | Meer afbeeldingen                                                      |
| 1689                            | Gedenkplaat in de synagoge | vervolgden Nederland                                                                             | A. Oznowicz                                                 | 18 september 1949 | plaquette          | Drieringensteeg 2, 3811 KJ                             | Amersfoort | 52° 9' 16" NB, 5° 23' 27" OL  |                                                                        |
| 1690                            | Monument op de Israëlitische begraafplaats | vervolgden Nederland                                                                             |                                                             |                   | begraafplaats/graf | Soesterweg 126, 3812 BD                                | Amersfoort | 52° 9' 23" NB, 5° 22' 11" OL  | Monument op de Israëlitische begraafplaats                             |
| 1691                            | Gedenkplaat in het politiebureau | verzet Nederland                                                                                 | Dienst Gemeentewerken                                       | 12 augustus 1977  | plaquette          | Van Asch van Wijkstraat 45, 3811 LP                    | Amersfoort | 52° 9' 20" NB, 5° 22' 56" OL  | Gedenkplaat in het politiebureau                                       |
| 1692                            | Plaquette op Station Amersfoort Centraal | Omgekomen spoorwegpersoneel                                                                      | Ir. H.G.J. Schelling (ontwerp), H.J. Winkelman (uitvoering) |                   | plaquette          | Stationsplein 41, perron van de sporen 4 en 5, 3818 LE | Amersfoort | 52° 9' 11" NB, 5° 22' 29" OL  | Meer afbeeldingen                                                      |
| 2046                            | De Ladder | vervolgden Nederland, verzet Nederland                                                           | Armando (1929)                                              | 24 september 1994 | beeld/sculptuur    | Leusderweg, 3811 NK                                    | Amersfoort | 52° 8' 31" NB, 5° 22' 46" OL  | Meer afbeeldingen                                                      |
| 2286                            | Monument met gedenkplaat bij de voormalige NS-wagenwerkplaats | burgerslachtoffers, verzet Nederland                                                             | Ir. H.G.J. Schelling (ontwerp), H.J. Winkelman (uitvoering) | 16 december 1948  | plaquette          | Soesterweg 244                                         | Amersfoort | 52° 9' 29" NB, 5° 21' 40" OL  | Monument met gedenkplaat bij de voormalige NS-wagenwerkplaats          |
| 3150                            | Plaquette voor de Raad van Verzet | verzet Nederland                                                                                 |                                                             |                   | plaquette          | Stationsstraat 28, 3811 MJ                             | Amersfoort | 52° 9' 12" NB, 5° 22' 43" OL  | Plaquette voor de Raad van Verzet                                      |
| 3458                            | Monument Zon & Schild | burgerslachtoffers                                                                               |                                                             | 24 maart 2009     | gedenksteen        | Utrechtseweg 266, 3818 EW                              | Amersfoort | 52° 8' 5" NB, 5° 20' 17" OL   | Meer afbeeldingen                                                      |
| 3585                            | Monument voor de Gevallen Officieren WOII | militairen in dienst van het Ned. Kon. 1940-1945                                                 |                                                             |                   | beeld/sculptuur    | Barchman Wuytierslaan 198, 3818 LN                     | Amersfoort | 52° 9' 0" NB, 5° 21' 11" OL   |                                                                        |
| 3767                            | Monument voor de Gevallenen der Cavalerie 1946-1949 (Nederlands-Indië) | militairen in dienst van het Ned. Kon. na 1945                                                   |                                                             |                   | beeld/sculptuur    | Barchman Wuytierslaan 198, 3818 LN                     | Amersfoort | 52° 9' 0" NB, 5° 21' 11" OL   | Monument voor de Gevallenen der Cavalerie 1946-1949 (Nederlands-Indië) |
| 3771                            | Monument voor de gevallen cavaleristen van de SROC | militairen in dienst van het Ned. Kon. 1940-1945                                                 |                                                             |                   | gedenkmuur         | Barchman Wuytierslaan 198, 3818 LN                     | Amersfoort | 52° 9' 0" NB, 5° 21' 11" OL   | Monument voor de gevallen cavaleristen van de SROC                     |
| 4283                            | Herinnering aan vijf gesneuvelden die van april tot oktober 1945 begraven waren op de begraafplaats naast de Sint-Martinuskerk. In oktober 1945 zijn zij overgebracht naar Groesbeek Canadian War Cemetery. | Canadese militairen 1945                                                                         |                                                             | 4 mei 2020        | plaquette op zuil  | Kerklaan 22, 3828 EB                                   | Hoogland   | 52° 11' 26" NB, 5° 23' 5" OL  | Meer afbeeldingen                                                      |
| 4367                            | Gedenkrol Joodse slachtoffers | vervolgden Nederland                                                                             |                                                             | 13 april 1999     | overige            | Archief Eemland                                        | Amersfoort |                               |                                                                        |
| 4368                            | Gedenkplaat ROVA | Burgerslachtoffers                                                                               |                                                             | 1946              | plaquette          | Nijverheidsweg-Noord 35                                | Amersfoort | 52° 9' 47" NB, 5° 22' 30" OL  | Gedenkplaat ROVA                                                       |
| 4369                            | Melati | Burgers voormalig Nederlands-Indië, Militairen in dienst van het Ned. Kon. 1940-1945             | Hilde Paalvast                                              | 15 augustus 2020  | beeld/sculptuur    | Westsingel 50 (tuin, museum Flehite), 3811 BC          | Amersfoort | 52° 9' 28" NB, 5° 23' 12" OL  |                                                                        |
| 4370                            | Herinneringsmonument De Kattekampen | Burgerslachtoffers                                                                               | Buurtvereniging De Kattekampen i.s.m. Bus Natuursteen       | 12 september 2020 | beeld/sculptuur    | Pauwstraat                                             | Amersfoort | 52° 9' 7" NB, 5° 23' 53" OL   |                                                                        |
| 4372                            | Cavaleriemonument | Militairen in dienst van het Ned. Kon. 1940-1945, Militairen in dienst van het Ned. Kon. na 1945 | Els van der Glas (sculptuur Vredesmissies)                  |                   | beeld/sculptuur    | Barchman Wuytierslaan 198, 3818 LN                     | Amersfoort | 52° 9' 0" NB, 5° 21' 11" OL   | Cavaleriemonument                                                      |
| Dit oorlogsmonument op Wikidata | Belgenmonument | Belgische vluchtelingen in Nederland tijdens de Eerste Wereldoorlog                              |                                                             | 22 november 1938  | beeld/sculptuur    | Oranjelaan                                             | Amersfoort | 52° 8' 41" NB, 5° 21' 41" OL  | Meer afbeeldingen                                                      |
|                                 | Herdenkingsstenen | vervolgden Nederland.                                                                            |                                                             |                   | relief             |                                                        | Amersfoort |                               | Herdenkingsstenen                                                      |

Oorlogsmonumenten die niet meer in de publieke ruimte zijn.
| Nr.  | Object                                      | Herdachte groep                                  | Ontwerper                    | Onthulling | Type            | Locatie                            | Plaats     | Coördinaten                  | Foto |
| ---- | ------------------------------------------- | ------------------------------------------------ | ---------------------------- | ---------- | --------------- | ---------------------------------- | ---------- | ---------------------------- | ---- |
| 1677 | De toren 'CHAMSA'                           | algemeen                                         | Maud Verbruggen (11-04-1948) |            |                 | Hooglandseweg-noord 151, 3813 VD   | Amersfoort | 52° 9' 54" NB, 5° 22' 54" OL |      |
| 3586 | Monument voor de Gevallen Cavaleristen WOII | militairen in dienst van het Ned. Kon. 1940-1945 |                              |            | beeld/sculptuur | Barchman Wuytierslaan 198, 3818 LN | Amersfoort | 52° 9' 0" NB, 5° 21' 11" OL  |      |

Amersfoort ·
Baarn ·
Bunnik ·
Bunschoten ·
De Bilt ·
De Ronde Venen ·
Eemnes ·
Houten ·
IJsselstein ·
Leusden ·
Lopik ·
Montfoort ·
Nieuwegein ·
Oudewater ·
Renswoude ·
Rhenen ·
Soest ·
Stichtse Vecht ·
Utrecht ·
Utrechtse Heuvelrug ·
Veenendaal ·
Vijfheerenlanden ·
Wijk bij Duurstede ·
Woerden ·
Woudenberg ·
Zeist